# Anthony Daniels
Anthony Daniels (21. veljače 1946.) je engleski glumac i pantomimičar. Najpoznatiji je po ulozi C-3PO-a u filmskom serijalu Ratovi zvijezda. On je jedini glumac koji se pojavio u svim filmovima serijala, kao i u mnogim televizijskim serijama, videoigrama i ostalim proizvodima vezanima za franšizu.
Daniels je posudio svoj glas liku Legolasa u animiranoj adaptaciji Gospodara prstenova iz 1978. godine. Sporadično se pojavljivao na britanskoj televiziji u raznim dramama, uključujući glavnog patologa u televizijskoj seriji Osumnjičeni u kojoj je glavnu ulogu ostvarila Helen Mirren. Daniels je trenutno profesor na sveučilištu Carnegie Mellon.

## Vanjske poveznice
- Anthony Daniels u internetskoj bazi filmova IMDb-u (engl.)